# Archibald Murray
Pour les articles homonymes, voir Murray.
Archibald James Murray (23 avril 1860 - 21 janvier 1945) est un officier général de l'armée britannique durant la Première Guerre mondiale. Il est connu pour avoir commandé la Force expéditionnaire en Égypte en 1916 et 1917. 

## Biographie
Après des études à Cheltenham College, Archibald Murray entre dans l'armée en 1879. 
En 1901, Murray est nommé commandant du 2e Bataillon du Royal Fusiliers Inniskilling qui est déployé au nord du Transvaal. En 1902, Murray festut blessé au combat et décoré de l'ordre du Service distingué. Après cela, il monte dans la hiérarchie militaire. 
En 1912, Murray est nommé général commandant la 2e division, mais lorsque la Première Guerre mondiale éclate, il devient chef d'état-major de Sir John French, commandant en chef du Corps expéditionnaire britannique. Murray obtient le poste en grande partie parce que la personne prévue initialement pour l'occuper, Sir Henry Wilson, est devenu indésirable pour des raisons politiques. Lui et French ne s'entendent pas bien et Murray est finalement muté en janvier 1915. Il est nommé Chief of the Imperial General Staff en septembre mais il est remplacé quelques mois plus tard par Sir William Robertson. 
En janvier 1916, il reçoit le commandement du corps expéditionnaire en Égypte. Pour essayer d'empêcher une nouvelle attaque turque contre le canal de Suez, Murray réorganise ses troupes et mène une contre-attaque qui lui permet de s'emparer de la péninsule du Sinaï mais il est incapable de pénétrer en Palestine. Murray échoue par deux fois dans ses tentatives de s'emparer de Gaza en 1917, et il est finalement relevé de son commandement et remplacé avec beaucoup plus de succès par Edmund Allenby.
Il est connu et critiqué pour son caractère indécis et n'a pas été particulièrement bien apprécié par ses hommes, en grande partie parce qu'il a mené sa campagne le plus souvent à distance à partir du Caire, plutôt que sur le terrain. 
Il autorise Lawrence, un officier britannique qui devient célèbre sous le nom de Lawrence d'Arabie à s'associer à la révolte arabe contre les Turcs en Arabie, en lui fournissant un appui monétaire et militaire pour l'attaque sur Aqaba. D'abord sceptique sur les chances de cette révolte, Murray en devient un ardent partisan par la suite en grande partie grâce à la persuasion de Lawrence.
Murray est affecté au commandement des réservistes à Aldershot pour le reste de la guerre. Il prend sa retraite de l'armée en 1922 et meurt à Reigate dans le Surrey en 1945.
Son rôle est interprété par Donald Wolfit dans le film Lawrence d'Arabie.